# Gare d'Uji (JR West)
Pour les articles homonymes, voir Gare d'Uji.
La gare d'Uji (宇治駅, Uji-eki) est une gare ferroviaire localisée dans la ville d'Uji dans la préfecture de Kyoto. La gare est exploitée par la JR West.
Cette gare gère toutes les gares intermédiaires de la ligne Nara.

## Service des voyageurs

### Accueil
La gare d'Uji dispose de deux quais centraux.
| 1-2 | ■Ligne Nara | pour Kyoto        |
| 3-4 | ■Ligne Nara | pour Kizu et Nara |

### Desserte
Tous les trains régionaux de la ligne Nara s'arrêtent à la gare d'Uji.
- Local (普通 Futsu)
- Regional Rapid Service (区間快速 Kukan-kaisoku)
- Rapid service (快速 Kaisoku)
- Miyakoji Rapid Service (みやこ路快速 Miyakoji-kaisoku)